# Joseph Molitor von Mühlfeld
Joseph von Molitor von Mühlfeld (* 21. Juli 1855 auf Schloss Westheim bei Augsburg; † 24. Juni 1890 in München) war ein deutscher Kunstmaler.

## Leben
Molitor Freiherr von Mühlfeld stammte aus einem süddeutschen Offiziers- und Beamtengeschlecht. Er war der jüngste Sohn des königlich bayerischen Majors und Kämmerers Ernst Franz Freiherr Molitor von Mühlfeld (* 5. Oktober 1808; 2. August 1888) und seiner Frau Caroline (* 9. Mai 1812; † 16. Januar 1870, geborene von Weiß auf Westheim). Er wuchs auf dem Schlossgut Westheim auf, einem ehemaligen Bistumsgut des Bistums Augsburg, das sein Vater von seinem Schwiegervater von Weiß erworben hatte.
Ab 1873 studierte an der Akademie der Bildenden Künste München und war hier Schüler von Wilhelm von Lindenschmit. Zeitgenossen galt er als „eine schöne Begabung, [der] bei ebenso entschiedenem Talent als Fleiß […] große Erwartungen erregte, dann aber in extremen Naturalismus und auf die plein-air Malerei geriet.“
Bis zu seinem frühen Tod schuf er vor allem Genreszenen. Seine Werke waren unter anderem in Wien und Dresden ausgestellt. Er wurde in einer Familiengrabstätte auf dem Nördlichen Friedhof in München begraben.
Molitor von Mühlfeld hatte drei ältere Geschwister:
- Kammerjunker Gregor Freiherr Molitor von Mühlfeld (geboren am 4. Februar 1841) ⚭ Johanna (von Kraus, geboren am 14. November 1843)
- Kammerjunker und Leutnant Ernst Freiherr Molitor von Mühlfeld (geboren am 12. März 1845)
- Marie Louise Freifrau Molitor von Mühlfeld (geboren am 12. Mai 1848, gestorben am 28. September 1891).

## Werke
- Ziegenhirte mit Zicklein
- Wäsche aufhängendes Mädchen
- Junges Mädchen (112 × 61 cm), München, Neue Pinakothek (Inv. Nr. 8785)
- Inneres einer Kapelle mit Betern, auch Bei der Andacht, Morning Prayers (63,5 × 82,6 cm)[7]
- Kleiner Angler = (?) Master of all he surveys (1888, 139,7 × 104,1 cm)[8]

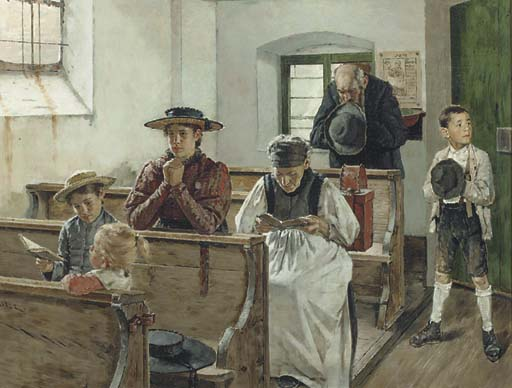
Bei der Andacht / Morning Prayers
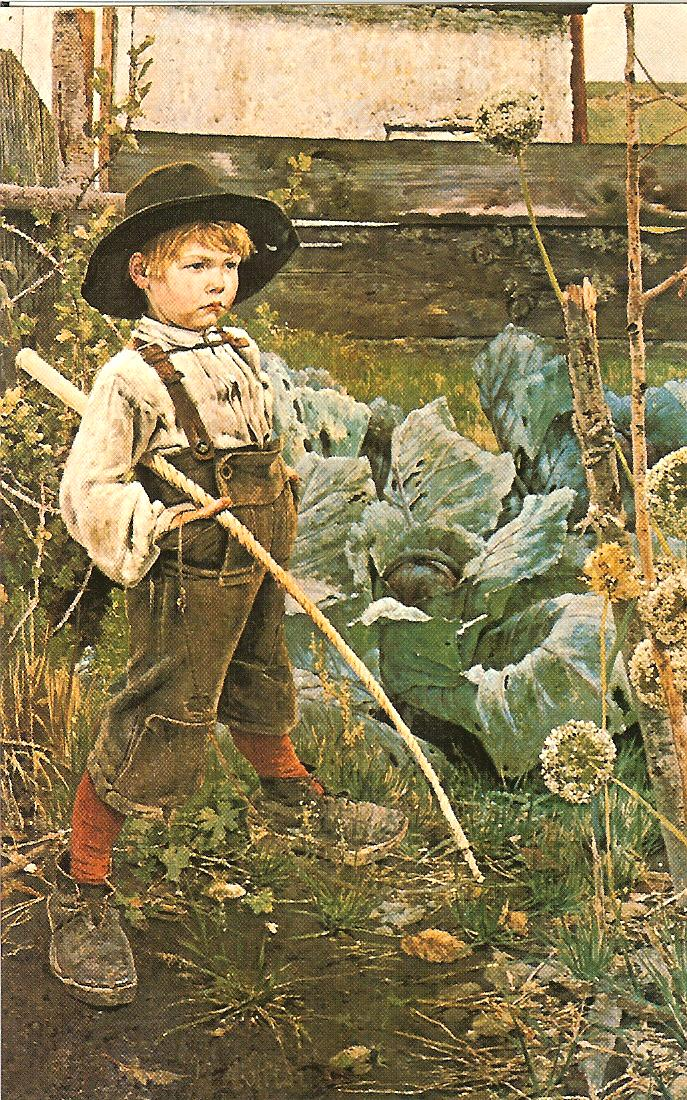
Master of all he surveys